# Filippo Ernesto I di Lippe-Alverdissen
Filippo Ernesto I di Schaumburg-Lippe-Alverdissen (Bückeburg, 20 dicembre 1659 – Alverdissen, 27 novembre 1723) è stato conte di Lippe-Alverdissen.

## Biografia
Nato a Bückeburg, era figlio del conte Filippo I di Schaumburg-Lippe (1601-1681) e di sua moglie, la langravia Sofia d'Assia-Kassel (1615-1670).
Nel 1640 il padre aveva ottenuto anche i domini di Schaumburg-Lippe, ed aveva unito la contea di Lippe-Alverdissen ai domini della propria casata. Alla sua morte, le sue proprietà vennero nuovamente divise e Filippo Ernesto divenne conte di Lippe-Alverdissen nel 1681 e governò sulla contea sino alla propria morte, nel 1723, quando gli succedette l'unico figlio maschio avuto, Federico Ernesto.

## Matrimonio e figli
Filippo Ernesto, il 31 dicembre 1680, sposò la duchessa Dorotea Amalia di Schleswig-Holstein-Sonderburg-Beck, dalla quale ebbe un solo figlio, maschio:
- Federico Ernesto (1694-1777), conte di Lippe-Alverdissen

## Ascendenza
|                                        |                             |                                            | Genitori                          |  |  | Nonni |  |  | Bisnonni               |  |  | Trisnonni         |  |
|                                        |                             |                                            |                                   |  |  |       |  |  | Bernardo VIII di Lippe |  |  | Simone V di Lippe |  |
|                                        |                             |                                            |                                   |  |  |       |  |  | Bernardo VIII di Lippe |  |  | Simone V di Lippe |  |
|                                        |                             | Maddalena di Mansfeld-Mittelort            |                                   |  |  |       |  |  | Bernardo VIII di Lippe |  |  |                   |  |
| Simone VI di Lippe                     |                             |                                            |                                   |  |  |       |  |  | Bernardo VIII di Lippe |  |  |                   |  |
|                                        |                             | Caterina di Waldeck-Eisenberg              | Filippo III di Waldeck            |  |  |       |  |  |                        |  |  |                   |  |
|                                        |                             | Caterina di Waldeck-Eisenberg              | Filippo III di Waldeck            |  |  |       |  |  |                        |  |  |                   |  |
|                                        |                             | Caterina di Waldeck-Eisenberg              | Anna di Kleve                     |  |  |       |  |  |                        |  |  |                   |  |
| Filippo I di Schaumburg-Lippe          |                             | Caterina di Waldeck-Eisenberg              |                                   |  |  |       |  |  |                        |  |  |                   |  |
|                                        |                             | Ottone IV di Schaumburg-Holstein-Pinneberg | …                                 |  |  |       |  |  |                        |  |  |                   |  |
|                                        |                             | Ottone IV di Schaumburg-Holstein-Pinneberg | …                                 |  |  |       |  |  |                        |  |  |                   |  |
|                                        |                             | Ottone IV di Schaumburg-Holstein-Pinneberg | …                                 |  |  |       |  |  |                        |  |  |                   |  |
| Elisabetta di Holstein-Schaumburg      |                             | Ottone IV di Schaumburg-Holstein-Pinneberg |                                   |  |  |       |  |  |                        |  |  |                   |  |
|                                        |                             | …                                          | …                                 |  |  |       |  |  |                        |  |  |                   |  |
|                                        |                             | …                                          | …                                 |  |  |       |  |  |                        |  |  |                   |  |
|                                        |                             | …                                          | …                                 |  |  |       |  |  |                        |  |  |                   |  |
| Filippo Ernesto I di Lippe-Alverdissen |                             | …                                          |                                   |  |  |       |  |  |                        |  |  |                   |  |
|                                        | Guglielmo IV d'Assia-Kassel | Filippo I d'Assia-Kassel                   |                                   |  |  |       |  |  |                        |  |  |                   |  |
|                                        | Guglielmo IV d'Assia-Kassel | Filippo I d'Assia-Kassel                   |                                   |  |  |       |  |  |                        |  |  |                   |  |
|                                        | Guglielmo IV d'Assia-Kassel | Cristina di Sassonia                       |                                   |  |  |       |  |  |                        |  |  |                   |  |
| Maurizio d'Assia-Kassel                | Guglielmo IV d'Assia-Kassel |                                            |                                   |  |  |       |  |  |                        |  |  |                   |  |
|                                        |                             | Sabina di Württemberg                      | Cristoforo di Württemberg         |  |  |       |  |  |                        |  |  |                   |  |
|                                        |                             | Sabina di Württemberg                      | Cristoforo di Württemberg         |  |  |       |  |  |                        |  |  |                   |  |
|                                        |                             | Sabina di Württemberg                      | Anna Maria di Brandeburgo-Ansbach |  |  |       |  |  |                        |  |  |                   |  |
| Sofia d'Assia-Kassel                   |                             | Sabina di Württemberg                      |                                   |  |  |       |  |  |                        |  |  |                   |  |
|                                        |                             | Giovanni VII di Nassau-Siegen              | Giovanni VI di Nassau-Dillenburg  |  |  |       |  |  |                        |  |  |                   |  |
|                                        |                             | Giovanni VII di Nassau-Siegen              | Giovanni VI di Nassau-Dillenburg  |  |  |       |  |  |                        |  |  |                   |  |
|                                        |                             | Giovanni VII di Nassau-Siegen              | Elisabetta di Leuchtenberg        |  |  |       |  |  |                        |  |  |                   |  |
| Giuliana di Nassau-Dillenburg          |                             | Giovanni VII di Nassau-Siegen              |                                   |  |  |       |  |  |                        |  |  |                   |  |
|                                        |                             | Maddalena di Waldeck                       | Filippo IV di Waldeck             |  |  |       |  |  |                        |  |  |                   |  |
|                                        |                             | Maddalena di Waldeck                       | Filippo IV di Waldeck             |  |  |       |  |  |                        |  |  |                   |  |
|                                        |                             | Maddalena di Waldeck                       | Jutta di Isenburg                 |  |  |       |  |  |                        |  |  |                   |  |
|                                        |                             | Maddalena di Waldeck                       |                                   |  |  |       |  |  |                        |  |  |                   |  |